# Balșa, Hunedoara
Balșa este satul de reședință al comunei cu același nume din județul Hunedoara, Transilvania, România.

## Lăcașuri de cult

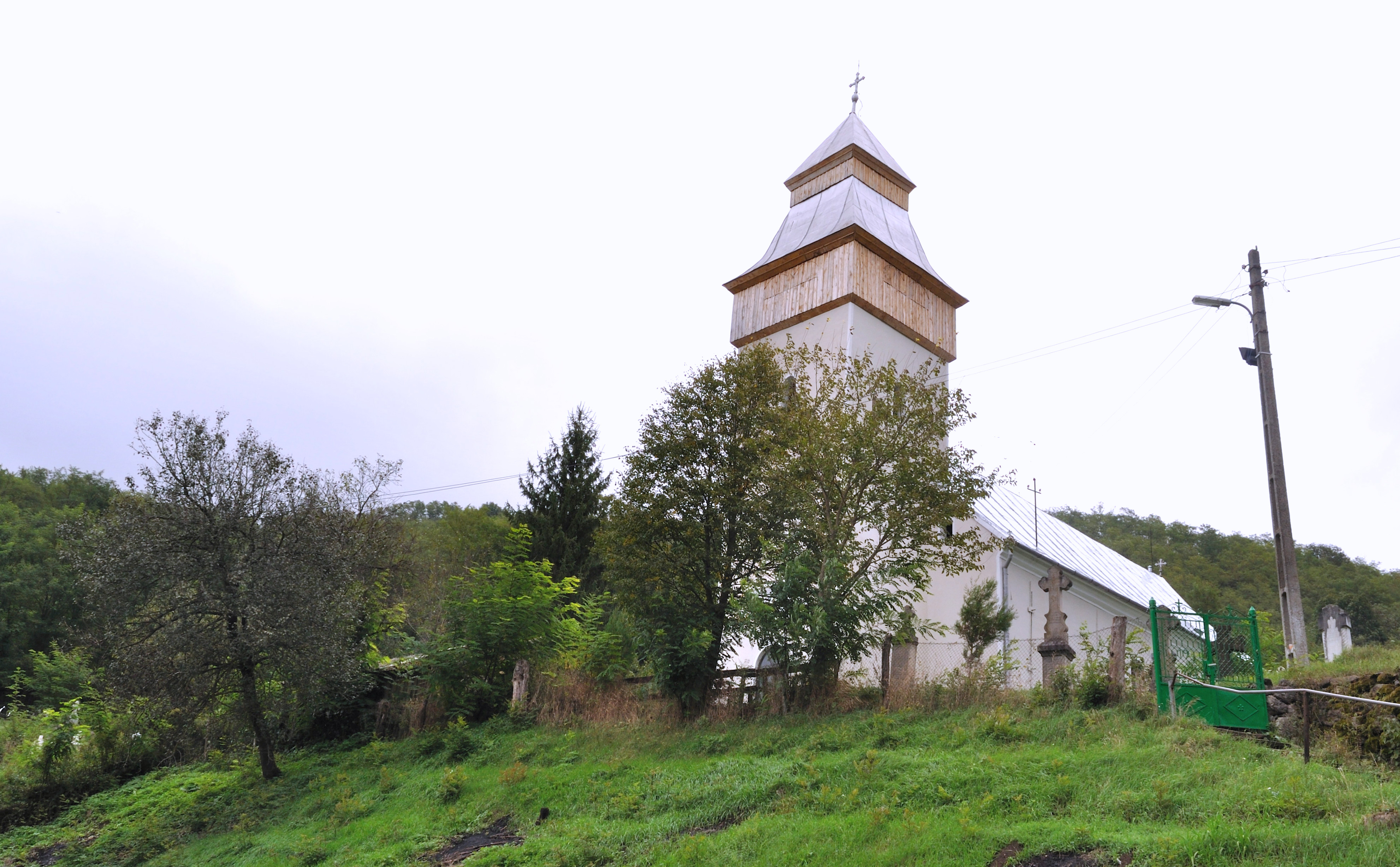
Biserica „Sfinții Arhangheli” (1842)

În centrul comunal Balșa, biserica, de mari dimensiuni, a fost construită la mijlocul secolului al XIX-lea (1842). Lăcașul, închinat „Sfinților Arhangheli Mihail și Gavriil”, se compune dintr-un altar semicircular decroșat, o navă dreptunghiulară spațioasă compartimentată în naos și pronaos, și un turn-clopotniță masiv, format din două foișoare de lemn suprapuse, ridicat deasupra unicei intrări apusene. La acoperiș s-a folosit tabla și țigla. Lăcașul, renovat în anii 1913 (șantier urmat de sfințirea edificiului), 1939-1941, 1950 și 1984-1985, a fost pictat în „frescă”, în cursul ultimei renovări, de Eugen Pomeran. Din cauza instabilității terenului, pereții absidei au fost întăriți prin doi contraforți din piatră.  

## Imagini

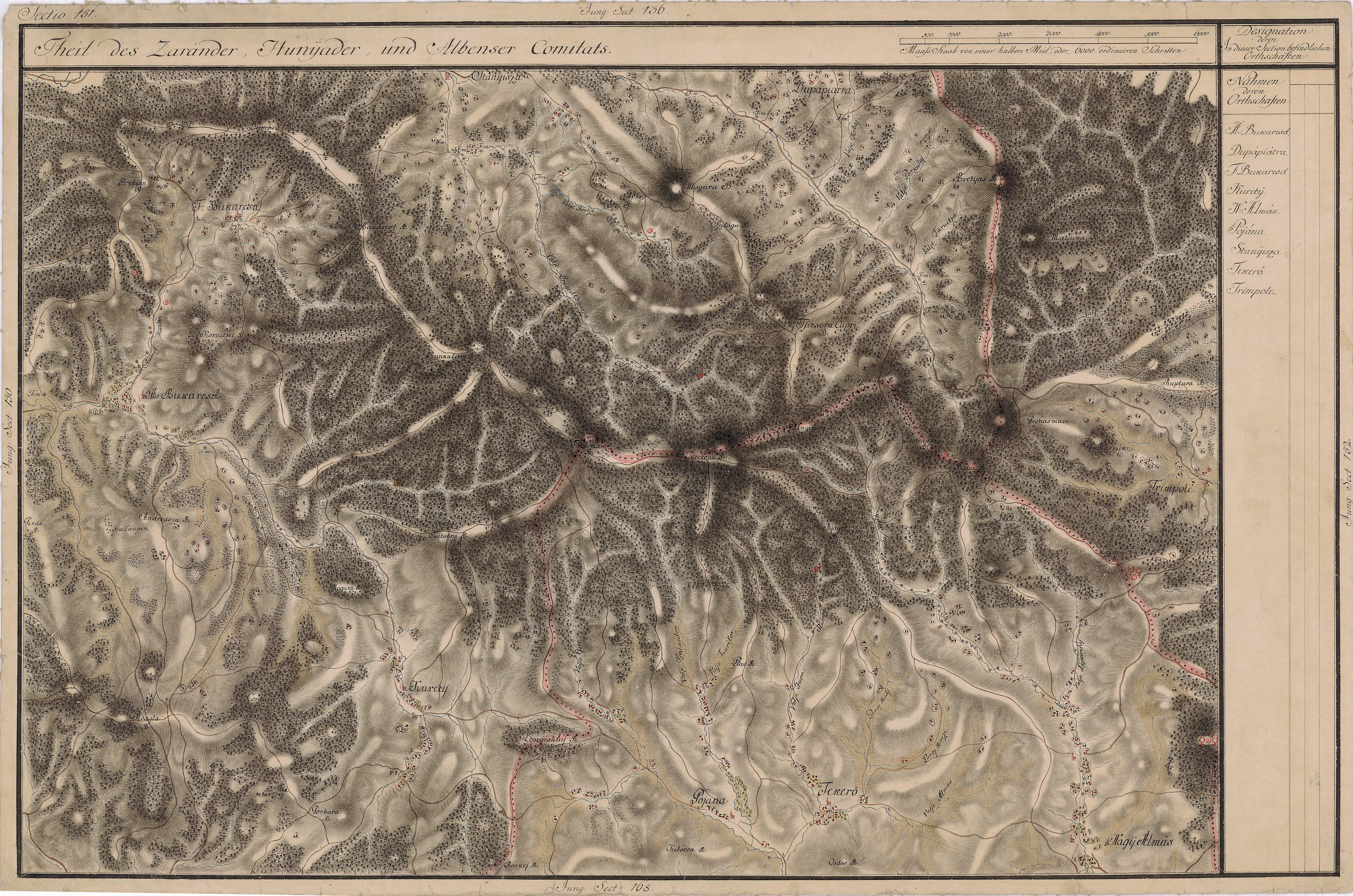
Balșa în Harta Iosefină a Transilvaniei, 1769-73
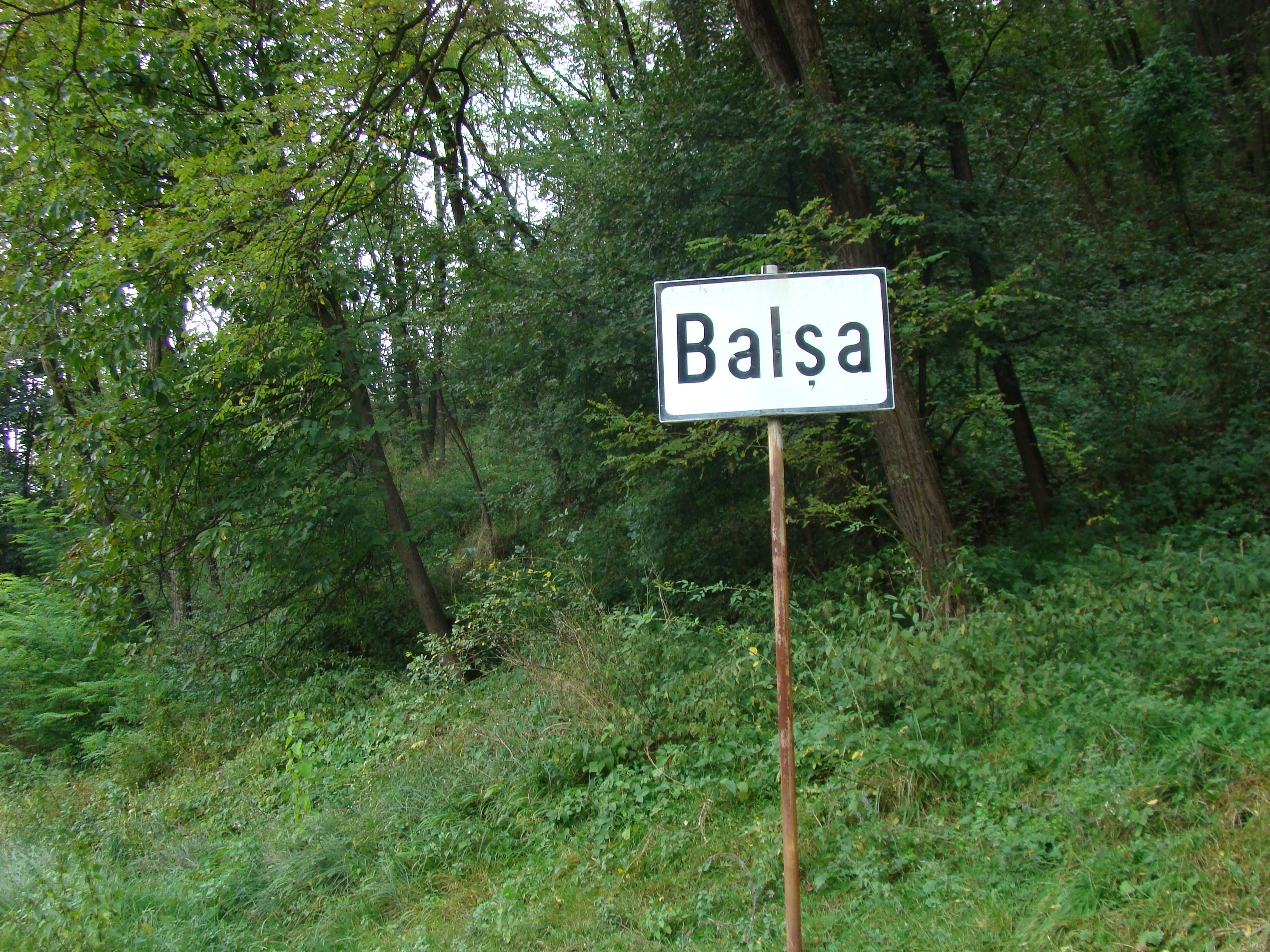
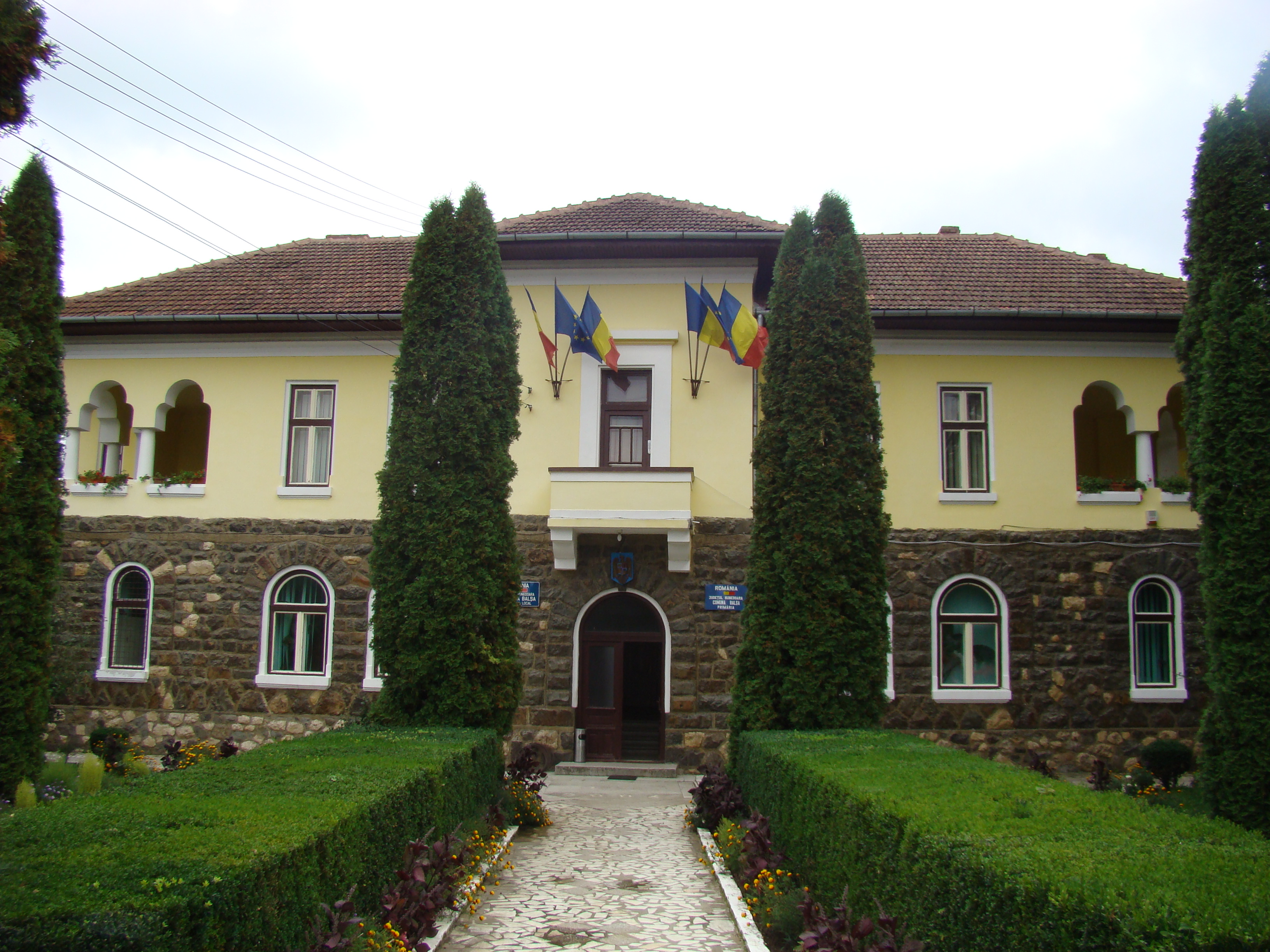
Primăria
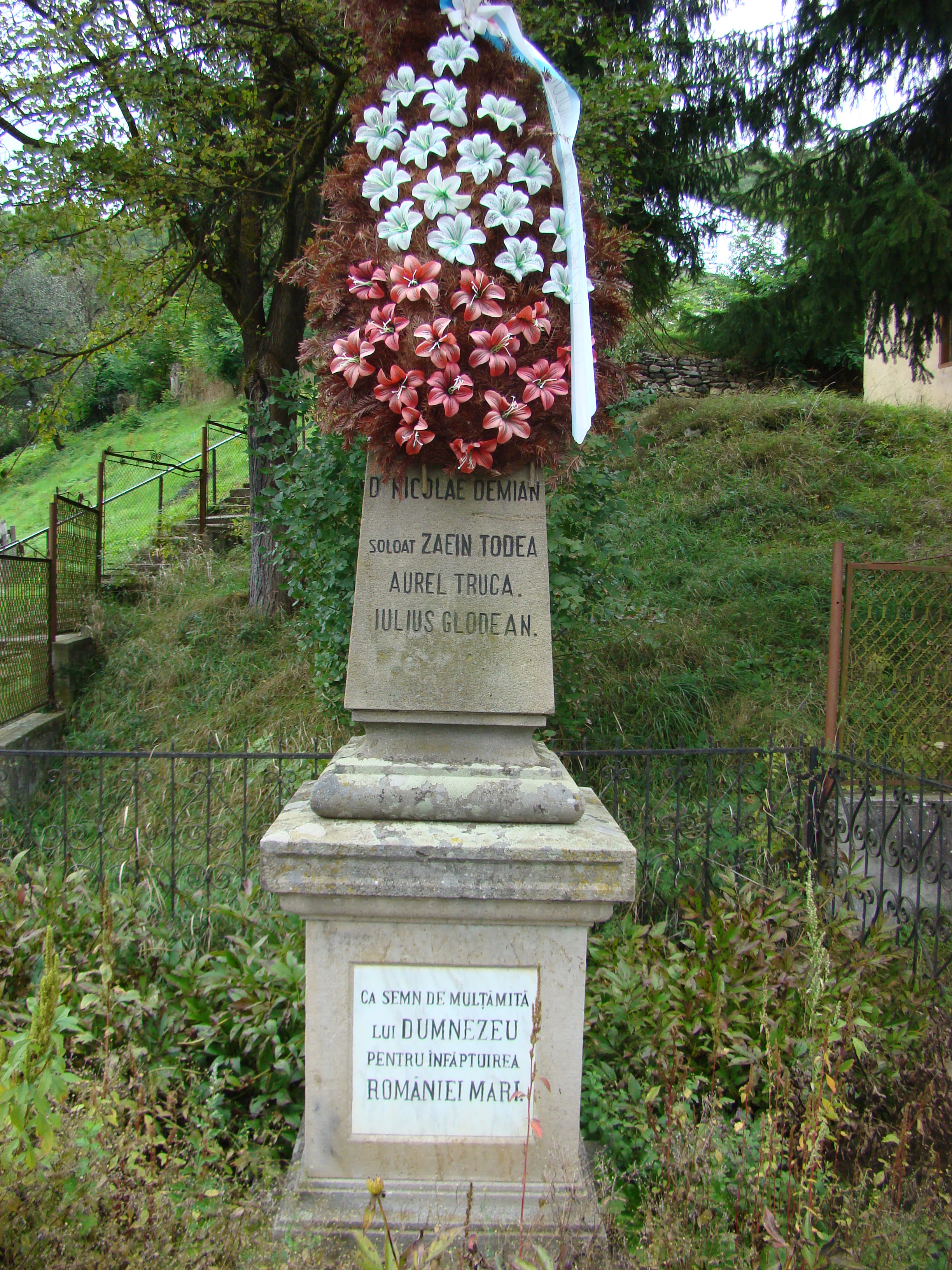
Monumentul eroilor